# Paul-Hippolyte Arlabosse
Paul-Hippolyte Arlabosse est un général français né le 2 avril 1886 à Agen et mort le 18 septembre 1970 à Roquefort,. Il a été président par intérim du Liban sous mandat français pendant cinq jours du 4 au 9 avril 1941 entre les présidents Émile Eddé et Alfred Naccache. Le 4 décembre 1917 il se marie à Madeleine Marie Lechaudel à Robert-Espagne (Meuse).

## Biographie
Paul-Hippolyte Arlabosse appartient à une famille d'origine aveyronnaise. Son grand-père devient officier, ce qui l'amène à quitter sa région natale. Son père, Émile Arlabosse (1857-1920), est saint-cyrien, général de brigade et commandeur de la Légion d'honneur ; sa mère, Thérèse Ratoin (1865-1947), est fille de magistrat. Son frère, Pierre-Georges Arlabosse (1891-1950), est général de corps d'armée et commandeur de la Légion d'honneur.
Il entre dans l'armée le 25 octobre 1905 à l'École spéciale militaire de Saint-Cyr dans la promotion La Dernière du Vieux Bahut. Il est promu à sous-lieutenant le 1er octobre 1907, lieutenant le 1er octobre 1909 et capitaine le 5 octobre 1915. Durant la Première Guerre mondiale, il reçoit la Croix de guerre 1914-1918 (France) et le 8 septembre 1918 il reçoit la Ordre national de la Légion d'honneur,.
Du 26 février 1930 à 1933, il sert à l'état-major du commandement des frontières militaires entre Algérie et le Maroc. Le 25 décembre 1930 il est nommé lieutenant-colonel. De 1934 au 16 octobre 1935 il sert dans le 2e régiment de tirailleurs marocains. Le 24 juin 1934, il est promu colonel. Du 16 octobre 1935 au 16 octobre 1937 il commande le 3e régiment de tirailleurs marocains. Le 23 décembre 1938, il est nommé général de brigade et le 15 janvier 1940, il est nommé major général.
Du 16 octobre 1937 au 15 janvier 1940, il commande la 11e Division d'infanterie durant la bataille de France en 1940.
Promu général de corps d'armée, il est commandant de la division d'Oran en Algérie en 1941.
Du 10 juillet 1940 au 15 novembre 1941 il est commandant adjoint de l'Armée du Levant. En avril 1941, il est désigné par le haut-commissaire de France au Levant Henri Dentz pour assurer l'intérim de la présidence de la république du Liban. Le 15 novembre 1941 il est commandant des troupes de Beyrouth au Liban et participe à la Campagne de Syrie (1941) dans l'armée du Régime de Vichy. Le 20 mai 1941 il est nommé général de division. Du 15 novembre 1941 au 1er septembre 1942, il commande la division territoriale d'Oran. Du 1er septembre au 28 novembre 1942, il commande le 12e régiment de Vichy basé à Limoges. 
Il est promu général de corps d'armée le 20 novembre 1942 et est démobilisé le 28 novembre 1942. Le 25 septembre 1943 il est membre de la Commission pour la remise de médailles et décorations pour la guerre de 1939-1940. Du 14 octobre 1943 au 27 août 1944, il est président de la Commission chargée de l'octroi des récompenses de la guerre 1939-1940.

## Publication
- 1942 : Général Arlabosse, La Division de Fer dans la bataille de France. 10 mai - 25 juin 1940, préface du général François Fougère[6].